# Reinhard Slenczka

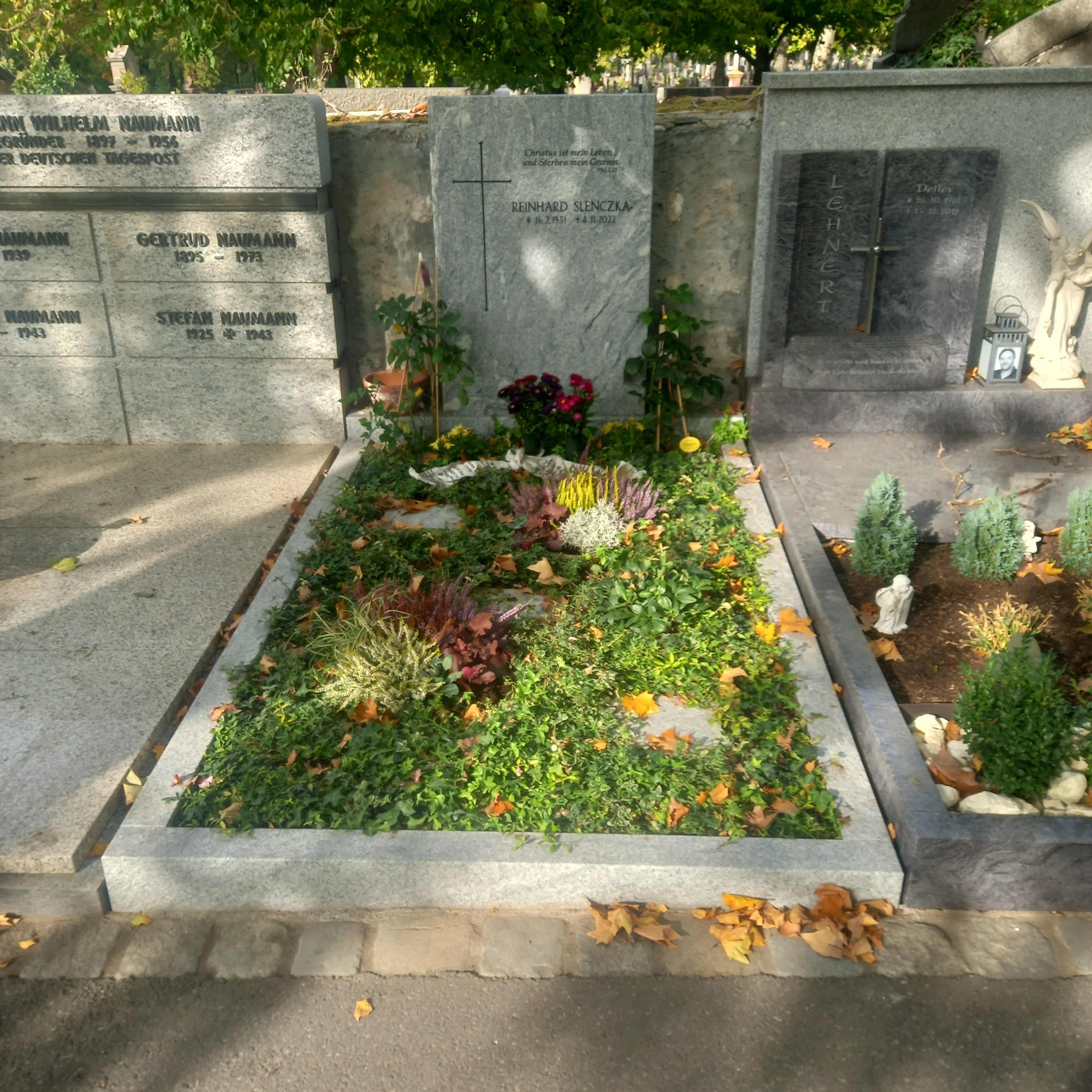
Das Grab von Reinhard Slenczka auf dem Hauptfriedhof Würzburg

Reinhard Slenczka (* 16. Februar 1931 in Kassel; † 4. November 2022 in Würzburg) war ein evangelisch-lutherischer Theologe und Hochschullehrer.

## Leben
Slenczka wurde als Sohn des Pfarrers und Dekans Hans Slenczka (1903–1998) geboren. Er studierte von 1951 bis 1956 Theologie, Philosophie und Slavistik in Marburg, Tübingen, Heidelberg und Paris. In Marburg und Tübingen wurde er wie sein Vater Mitglied der örtlichen Wingolfsverbindungen, aus denen er nach dem Studium aber wieder austrat. Nach dem ersten Examen absolvierte er das Vikariat in der Evangelischen Kirche von Kurhessen-Waldeck. Am 30. April 1960 wurde er bei Edmund Schlink an der Universität Heidelberg mit dem Thema Die Einheit der Kirche als dogmatisches Problem in der neueren ostkirchlichen Theologie promoviert. Unter der Obhut Schlinks, dessen Assistent Slenczka war, erfolgte 1966 auch die Habilitation an der Universität Heidelberg zu einem christologischen Thema. Seit den 1950er Jahren übersetzte Reinhard Slenczka vielfach Werke aus dem Russischen. Nach der Habilitation erhielt er seine erste Professur in Bern. Von 1970 bis 1981 war er Professor für Systematische Theologie an der Universität Heidelberg. Von 1981 bis zu seiner Emeritierung 1996 war er Inhaber des Lehrstuhls für Systematische Theologie II (Apologetik) an der Universität Erlangen-Nürnberg und engagierte sich von 1985 bis 1997 beim Martin-Luther-Bund als Ephorus in der geistlichen Betreuung der Studenten.
Slenczkas Arbeitsbereiche waren Ökumene, Dogmatik und Ethik. Nach seiner Emeritierung folgte er einem Ruf nach Riga und leitete dort die pastoraltheologische Ausbildung der Evangelisch-Lutherischen Kirche Lettlands als Rektor der Luther-Akademie.
Von 1981 bis 1995 war Slenczka Herausgeber der Zeitschrift Kerygma und Dogma (Vandenhoeck & Ruprecht, Göttingen).
Slenczka war der Enkel des Historikers Karl Heldmann. Einer seiner Söhne ist der Berliner Theologe Notger Slenczka, ebenfalls Professor für Systematische Theologie. Zu Reinhard Slenczkas Schülern zählen u. a. Reiner Andreas Neuschäfer, Armin Wenz, Karsten Lehmkühler, Eberhard Hahn und Gottfried Martens.
2003 wurde er vom Concordia Seminary in St. Louis mit der Ehrendoktorwürde ausgezeichnet.
Reinhard Slenczka verstarb Anfang November 2022 im Alter von 91 Jahren in Würzburg.

## Schriften (Auswahl)
- Ostkirche und Ökumene. Die Einheit der Kirche als dogmatisches Problem in der neueren ostkirchlichen Theologie. Vandenhoeck & Ruprecht Göttingen 1962
- Geschichtlichkeit und Personsein Jesu Christi. Vandenhoeck & Ruprecht Göttingen 1966.
- Kirchliche Entscheidung in theologischer Verantwortung. Grundlagen – Kriterien – Grenzen. Vandenhoeck & Ruprecht, Göttingen 1991.
- Die Bergpredigt Jesu. Vandenhoeck & Ruprecht, Göttingen 1994.
- Neues und Altes: ausgewählte Aufsätze, Vorträge und Gutachten, hg. von Albrecht Immanuel Herzog. Freimund Verlag, Neuendettelsau 1999–2000 (3 Bde.).

- Ziel und Ende, Freimund Verlag Neuendettelsau 2008. ISBN 978-3-86540-054-3.
- Bleiben in der Wahrheit. Einweisung und Anleitung zum Leben aus dem Glauben an Jesus Christus. Für Andacht und Lehre. Freimund Verlag, Neuendettelsau 2015, ISBN 978-3-946083-00-9.

## Festschriften
- Jochen Eber (Hrsg.): Wort des lebendigen Gottes. Festgabe für Reinhard Slenczka zum 60. Geburtstag. Erlangen 1991 (2., durchgesehene Aufl. 1993).
- Karsten Lehmkühler, Manfred Seitz (Hrsg.):  In der Wahrheit bleiben. Dogma – Schriftauslegung – Kirche. Festschrift für Reinhard Slenczka zum 65. Geburtstag. Vandenhoeck & Ruprecht, Göttingen 1997, ISBN 978-3-525-58163-6.
- Christian Herrmann, Eberhard Hahn (Hrsg.): Festhalten am Bekenntnis der Hoffnung. Festschrift für Prof. Reinhard Slenczka zum 70. Geburtstag. Martin-Luther-Bund, Erlangen 2001, ISBN 978-3-87513-126-0.
- Reiner Andreas Neuschäfer, Harald Seubert (Hrsg.): Reformation gegen Deformation in der Kirche. Ausgewählte Aufsätze, Vorträge und Gutachten. Festschrift für Reinhard Slenczka zum 85. Geburtstag (= Neues und Altes. Band 4). Freimund, Neuendettelsau 2016, ISBN 978-3-946083-02-3.